# Dedefakılı, Saraykent
Dedefakılı là một thị trấn thuộc huyện Saraykent, tỉnh Yozgat, Thổ Nhĩ Kỳ. Dân số thời điểm năm 2010 là 2.165 người.